# Interphasma
Interphasma is een geslacht van wandelende takken uit de familie Phasmatidae. De wetenschappelijke naam van dit geslacht is voor het eerst voorgesteld door S. C. Chen en Y. H. He in een publicatie uit 2008.

## Soorten
- Interphasma belocerca (Chen & He, 2008)
- Interphasma bifidum Chen & He, 2008
- Interphasma carinatum Liu, Yang, Gu & Wang, 2024
- Interphasma conicercum Chen & He, 2008
- Interphasma elongatum Ho, 2017
- Interphasma emeiense Chen & He, 2008
- Interphasma fanjingense Chen & He, 2008
- Interphasma guangxiense Chen & He, 2008
- Interphasma huanglianshanense Ho, 2017
- Interphasma huayingshanense Li, Shi & Wang, 2021
- Interphasma indistinctum Ho, 2022
- Interphasma leigongshanense Xu, Yang & Guo, 2010
- Interphasma lineatum Ho, 2020
- Interphasma lizipingense Ho & Shi, 2013
- Interphasma longnanense Chen & He, 2008
- Interphasma lushanense Chen & He, 2008
- Interphasma marginatum Chen & Zhang, 2008
- Interphasma monticola Liu, Yang, Gu & Wang, 2024
- Interphasma nigrolineatum Chen & He, 2008
- Interphasma pusillum Ho, 2022
- Interphasma robustum Ho, 2022
- Interphasma shaanxiense Chen & He, 2008
- Interphasma wolongense Chen & He, 2008
- Interphasma xinjiangense Chen & He, 2008
- Interphasma yunnanense Ho, 2022